# Shokir Muminov
Shokir Muminov (17 de febrero de 1983) es un deportista uzbeko que compitió en judo. Ganó una medalla de bronce en los Juegos Asiáticos de 2006, y tres medallas de bronce en el Campeonato Asiático de Judo entre los años 2003 y 2009.

## Palmarés internacional
| Juegos Asiáticos    | Juegos Asiáticos     | Juegos Asiáticos  | Juegos Asiáticos |
| Año                 | Lugar                | Medalla           | Categoría        |
| ------------------- | -------------------- | ----------------- | ---------------- |
| 2006                | Doha (Catar)         | Medalla de bronce | –73 kg           |
| Campeonato Asiático |                      |                   |                  |
| Año                 | Lugar                | Medalla           | Categoría        |
| 2003                | Jeju (Corea del Sur) | Medalla de bronce | –73 kg           |
| 2007                | Kuwait (Kuwait)      | Medalla de bronce | –73 kg           |
| 2009                | Taipéi (Taiwán)      | Medalla de bronce | –81 kg           |